# Maiskoje (Kaliningrad, Slawsk)
Maiskoje (russisch Майское, deutsch Schnecken, litauisch Šnekai, auch: Šnekų miškas) ist ein Ort in der russischen Oblast Kaliningrad (Gebiet Königsberg (Preußen)) und gehört zur Slawskoje gorodskoje posselenije (Stadtgemeinde Slawsk (Heinrichswalde)) im Rajon Slawsk (Kreis Heinrichswalde).

## Geographische Lage
Maiskoje liegt zwei Kilometer südwestlich der Kreisstadt Slawsk (Heinrichswalde) an einer Nebenstraße, die nach Gastellowo (Groß Friedrichsdorf) führt. Die nächste Bahnstation ist Slawsk an der Bahnstrecke Kaliningrad–Sowetsk (Königsberg–Tilsit).

## Geschichte
Die einstige Oberförsterei Schnecken, später Forstamt Schnecken, gehörte vor 1945 zum Staatsforst Schnecken. Am 26. März 1874 wurde der Amtsbezirk Schnecken errichtet, der dem Kreis Niederung – von 1938 bis 1945 Kreis Elchniederung genannt – im Regierungsbezirk Gumbinnen der preußischen Provinz Ostpreußen zugeordnet war. Im Jahre 1910 zählte der Gutsbezirk Schnecken, Oberförsterei, 735 Einwohner. Am 1. Oktober 1925 wurde das Forsthaus Schnecken der Oberförsterei Schnecken als Teil des Gutsbezirks Schnecken, Forst, in die benachbarte Landgemeinde Neusorge (Kirchspiel Heinrichswalde, der Ort existiert heute nicht mehr) eingegliedert. Am 30. September 1929 schlossen sich der Gutsbezirk Wilhelmsbruch, Forst (der Ort ist ebenfalls nicht mehr existent) und der Gutsbezirk Schnecken, Forst, zum neuen Gutsbezirk „Wilhelmsbruch, Forst (Anteil Amtsbezirk Schnecken)“ zusammen.
Im Jahre 1945 der Sowjetunion zugewiesen, wurde das Forstamt Schnecken 1950 zusammen mit den Nachbarorten Klaarhof und Neusorge in „Paporotnikowo“ umbenannt und gleichzeitig dem Dorfsowjet Gastellowski selski Sowet im Rajon Slawsk zugeordnet. Auf einer Karte von Anfang der 1970er Jahre wurde das ehemalige Forstamt Schnecken mit „Lesnoje“ bezeichnet. Spätestens seit 1975 heißt der Ort „Maiskoje“. Von 2008 bis 2015 gehörte Maiskoje zur städtischen Gemeinde Slawskoje gorodskoje posselenije und seither zum Stadtkreis Slawsk.

### Amtsbezirk Schnecken (1874–1945)
Zwischen 1874 und 1945 war Schnecken namensgebender Ort eines Amtsbezirks, zu dem anfangs 13, später nur noch acht Dörfer gehörten:
| Name                                                       | Änderungsname 1938 bis 1946 | Russischer Name               | Bemerkungen                                                                                     |
| ---------------------------------------------------------- | --------------------------- | ----------------------------- | ----------------------------------------------------------------------------------------------- |
| Ackmonienen                                                | Argental (Ostpr.)           | Wessjoloje                    |                                                                                                 |
| Argenthal                                                  | Altargental                 | Wjasemskoje                   | 1908 in den Gutsbezirk Schnecken, Forst, eingegliedert, ab 1929 in die Landgemeinde Ackmonienen |
| Bittehnischken                                             | Argemünde                   | Wessjoloje                    |                                                                                                 |
| (Groß) Heinrichsdorf                                       |                             |                               |                                                                                                 |
| Klein Heinrichsdorf                                        |                             | Malaja Olchowka               |                                                                                                 |
| Medlauk                                                    |                             |                               | 1924 nach Klein Heinrichsdorf eingegliedert                                                     |
| Neusorge, Ksp. Heinrichswalde                              |                             | Paporotnikowo                 |                                                                                                 |
| Piplien                                                    |                             |                               |                                                                                                 |
| Rosenwalde                                                 |                             | Olchowka                      |                                                                                                 |
| Rucken, Ksp. Gr. Friedrichsdorf                            | Ruckenfeld                  |                               |                                                                                                 |
| Sandflusser Wiesen b. Rosenwalde                           |                             |                               |                                                                                                 |
| Waßespindt                                                 |                             |                               | 1917 nach Groß Heinrichsdorf, 1918 nach Rosenwalde eingegliedert                                |
| Schnecken, Forst                                           |                             | Paporotnikwo, jetzt: Maiskoje | 1929 mit Wilhelmsbruch, Forst als neuer Gutsbezirk „Wilhelmsbruch, Forst“, zusammengeschlossen  |
| ab 1929: Wilhelmsbruch, Forst, Anteil Amtsbezirk Schnecken |                             |                               |                                                                                                 |

Am 1. Januar 1945 bildeten noch die Gemeinden Argemünde, Argenthal (Ostpr.), Groß Heinrichsdorf, Klein Heinrichsdorf, Neusorge, Rosenwalde, Ruckenfeld und Wilhelmsbruch, Forst, den Amtsbezirk Schnecken.

## Kirche
Bis 1945 gehörte Schnecken, Forst, mit seiner überwiegend evangelischen Einwohnerschaft zum Kirchspiel der Kirche Heinrichswalde. Sie war Teil des Kirchenkreises Niederung (Elchniederung) in der Kirchenprovinz Ostpreußen der Kirche der Altpreußischen Union. Auch heute liegt Maiskoje wieder im Einzugsbereich von Slawsk, wo sich in den 1990er Jahren eine neue evangelisch-lutherische Gemeinde gebildet hat. Sie ist die Pfarrgemeinde der Kirchenregion Slawsk innerhalb der Propstei Kaliningrad der Evangelisch-lutherischen Kirche Europäisches Russland.